# Tombe des Chenets
La tombe des Chenets (en italien, Tomba degli Alari) est une tombe étrusque à hypogée de la nécropole de Banditaccia à Cerveteri.

## Histoire
La tombe des Chenets  date du VIe siècle av. J.-C. et fait partie des quatre tombes du Tumulo II. Son nom provient de l'abondant matériel culinaire trouvé sur place, dont des chenets en fer dans la chambre de gauche.
Il s'agit d'une des rares tombes qui ont échappé aux tombaroli ; elle  a été ouverte le 13 avril 1910 en présence du prince et de la princesse Ruspoli, de l'ambassadeur Tittoni et d'autres personnalités romaines comme le rapporte Mengarelli.

## Description
La tombe à entrée unique (commune avec celle des Jarres)  est constituée de deux chambres latérales. Restée inviolée pendant deux millénaires et demi, elle contenait une grande quantité de récipients et chaudrons en bronze, des broches et trépieds pour la cuisson de viande ainsi qu'un service de table de 109 pièces ; des vases protocorinthiens étaient encore accrochés aux parois par des clous oxydés.
Il s'agit d'une tombe féminine comme l'attestent les objets particulier du riche mobilier funéraire : ornements d'or, vases pyxides imitant des coffrets de bois à bijoux, petits vases de toilette à parfums et onguents.